# Borek (Ruciane-Nida)
Borek [ˈbɔrɛk] ist ein kleiner Ort in der polnischen Woiwodschaft Ermland-Masuren und gehört zur Gmina Ruciane-Nida (Stadt- und Landgemeinde Rudczanny/Niedersee-Nieden) im Powiat Piski (Kreis Johannisburg).
Der Weiler (polnisch Osada) Borek liegt in der südlichen Woiwodschaft Ermland-Masuren, zwei Kilometer südwestlich der Ortschaft Karwica (Kurwien) und 24 Kilometer südwestlich der Kreisstadt Pisz (Johannisburg).
Zur die Gründung und Geschichte des Ortes liegen keine Belege vor, auch nicht über einen etwaigen deutschen Namen aus der Zeit vor 1945. Borek ist heute eine Ortschaft im Verbund der Stadt- und Landgemeinde Ruciane-Nida im Powiat Piski, bis 1998 der Woiwodschaft Suwałki, seither der Woiwodschaft Ermland-Masuren zugehörig.
Kirchlich gehört Borek katholischerseits zur Pfarrei Turośl/Filialkirche Karwica im Bistum Ełk der polnischen katholischen Kirche. Evangelischerseits ist der Ort nach Pisz in der Diözese Masuren der Evangelisch-Augsburgischen Kirche eingepfarrt.
Borek bei Karwica ist von der Landesstraße 59 aus über Faryny (Farienen) auf einem Landweg von der Nebenstraße nach Karwica (Kurwien) aus zu erreichen. Die nächste Bahnstation ist Karwica Mazurska an der Bahnstrecke Olsztyn–Ełk.